# 감암항
감암항은 경상남도 남해군 설천면 노량리에 있는 어항이다. 2002년 8월 6일 어촌정주어항으로 지정하여 관리하고 있다. 시설관리자는 남해군수이다.

## 어항 연혁
- 지질적인 영향으로 마을에 먹을물이 귀해 어려움을 당하다가 바위 사이에서 나오는 샘물을 발견했는데 물이 맑고 맛이 그윽해서 감암(甘岩)이라 유래되었다.

## 어항 시설
- 방파제 L=110, B=5, 선착장 L=87m, B=5m, 물량장 L=232m, B=17m,

## 주요 어종
- 숭어, 도다리, 노래미, 감성돔, 패각류 등